# Chiheb Ben Fradj
Chiheb Ben Fradj, né le 16 juin 1993 à Sousse, est un footballeur tunisien.
Il évolue au poste de défenseur central avec le Alittihad Misurata SC (en).

## Biographie
Formé à l'Étoile sportive du Sahel, il se voit régulièrement sélectionné en équipes juniors de Tunisie. Grâce à ses bonnes prestations en club et en équipe nationale, il signe, le 31 août 2012, son premier contrat professionnel pour une durée de cinq ans.
La première saison s'avère toutefois ratée, car il ne dispute pas le moindre match avec son club. Les dirigeants décident alors de le prêter à l'Étoile sportive de Métlaoui afin qu'il puisse acquérir de l’expérience. De retour au club après seulement neuf matchs disputés, il est prêté à l'Avenir sportif de Kasserine lors de la saison 2015-2016, où il s'impose comme titulaire indiscutable. 